# 比利亚尔塔德圣胡安
比利亚尔塔德圣胡安，是西班牙卡斯蒂利亚-拉曼恰雷阿尔城省的一个市镇。 总面积66平方公里，2001年总人口2,971人，人口密度45人/平方公里。